# زنان در سریلانکا
زنان در سریلانکا طبق آمار سرشماری سال ۲۰۱۲ سریلانکا، ۵۲٫۰۹٪ از جمعیت کشور را تشکیل می‌دهند. زنان سریلانکا در بسیاری از حوزه‌ها نقش مهمی در توسعه کشور ایفا کرده‌اند. به‌طور تاریخی، سوگیری مردسالارانه بر فرهنگ سریلانکا غالب بوده است، اگرچه زنان از حق رای در انتخابات از سال ۱۹۳۱ برخوردار بوده‌اند. هرچند سریلانکا در دستیابی به برابری جنسیتی پیشرفت چشمگیری داشته است، زنان همچنان نسبت به مردان از وضعیت پایین‌تری برخوردار هستند.
در سال ۲۰۱۷، سریلانکا به عنوان یازدهمین کشور امن جهان برای زنان توسط گروه تحقیقاتی ثروت جهانی نو رتبه‌بندی شد.
بیش از دو هزار سال پیش، زنان سینهالی عمدتاً از طبقه سلطنتی و اشراف از آزادی‌های فردی و فرصت‌های اجتماعی برخوردار بودند که به سطح برابری با مردان نزدیک بود. زنان سینهالی در بسیاری از امور عمومی با مردان مشارکت داشتند، به عنوان زنان، مادران و افراد مستقل، جایگاهی در زندگی خصوصی و عمومی داشتند و آزادی انتخاب سبک زندگی خود را داشتند. پس از تأسیس بوداییسم، آن‌ها گامی پیشرفته دیگر برداشتند و زندگی دنیوی را ترک کرده و به دنبال پیوستن به جمع راهبان بودند. پیشرفت‌های مؤثر آن‌ها در عرصه‌های اجتماعی، فرهنگی و سیاسی از حدود ۳۰۰ سال قبل از میلاد در جزیره کوچک سینهالی عمدتاً به اصول بودایی و روحیه بودایی نسبت داده می‌شود. زنان به‌طور قابل توجهی از این انسان‌گرایی بزرگ بهره‌مند شدند. شواهد تاریخی نشان می‌دهد که در گذشته شش ملکه بر جزیره حکومت کرده‌اند؛ از جمله ملکه آنولا (۴۷ قبل از میلاد – ۴۲ قبل از میلاد) تا دون کاترینا (کوسوماسانا دوی) (۱۵۸۱) که از کاندی بر کشور حکومت می‌کرد. ملکه لیلاواتی (۱۱۹۷–۱۲۱۲)، همسر شاه پراکرماباهو (۱۱۵۳–۱۱۸۶)، چهارمین ملکه جزیره سریلانکا بود. او از دومین پادشاهی پولونارووا سریلانکا کشور را اداره می‌کرد.
نقش زنان در جامعه سریلانکا موضوعی بوده است که طی چندین قرن مورد بحث و مبارزه قرار گرفته است. برای مثال، در دوران استعمار بریتانیایی، بخشی قابل توجه از جنبش ملی‌گرایانه و ضد استعماری به نقش و وضعیت زنان سیلان، هم در داخل و هم در خارج از خانه، تمرکز داشت. در سال‌های گذار پس از استعمار، سیاست‌گذاران سریلانکایی بسته‌ای از سیاست‌های اجتماعی شامل خدمات رایگان بهداشت و آموزش و غذای یارانه‌ای معرفی کردند که کیفیت زندگی زنان را به‌طور چشمگیری بهبود بخشید. در مقایسه با سایر کشورهای جنوب آسیا، زنان سریلانکایی وضعیت بسیار خوبی دارند و از امید به زندگی بالا (۸۰ سال)، سواد تقریباً جهانی و دسترسی به فرصت‌های اقتصادی بهره‌مند هستند، که تقریباً در سایر کشورهای این منطقه بی‌همتاست.

## توسعه اقتصادی
کارشناسان کشاورزی و نیروهای کاری عمدتاً زنانه در جنوب آسیا طی سه دهه گذشته به‌طور قابل توجهی گسترش یافته‌اند. مردان دو برابر بیشتر از زنان در سریلانکا مشغول به کار هستند (۳۰–۳۵٪). مشارکت نیروی کار زنان در این کشور نسبت به همسایگان منطقه‌ای مانند نپال، چین و بنگلادش کمتر است. در واقع، سریلانکا بیستمین شکاف جنسیتی بزرگ در مشارکت نیروی کار را در جهان دارد. طبق یک مطالعه، سریلانکا می‌تواند تا سال ۲۰۲۵، ۱۴٪ (۲۰ میلیارد دلار آمریکا) به GDP سالانه خود اضافه کند، اگر مشارکت زنان در نیروی کار افزایش یابد و تعداد ساعات پرداختی کاری زنان و همچنین حضور آنان در بخش‌های با بهره‌وری بالاتر بیشتر شود. پس از هند، این بزرگ‌ترین سود نسبی پیش‌بینی‌شده برای منطقه آسیا-اقیانوسیه است.
در شرایط پیش‌بینی نکول بدهی‌های دولتی که دسترسی به بازارهای سرمایه و وام‌های چندجانبه متوقف خواهد شد و هزینه‌های دولتی کاهش خواهد یافت، دستاوردهای اقتصادی در این مقیاس نمی‌توانند نادیده گرفته شوند. در سال ۲۰۱۷، از میان ۸٫۵ میلیون زن بالای ۱۵ سال، تنها ۳٫۱ میلیون زن در نیروی کار حضور داشتند و تنها ۲٫۹ میلیون نفر شاغل بودند. از این تعداد، حدود ۱٫۵ میلیون زن در بخش غیررسمی کار می‌کردند.

## جنبش زنان
جنبش زنان در سریلانکا در سال ۱۹۰۴ تحت عنوان اتحادیه زنان سیلان سازماندهی شد و از سال ۱۹۲۵، مالیکا کولانگانا سامیتیا و سپس اتحادیه حق رأی زنان (WFU) به‌طور موفقیت‌آمیزی برای معرفی حق رأی زنان کمپین کردند، که این هدف در سال ۱۹۳۱ محقق شد.